# Kobe Goossens
Kobe Goossens (Leuven, 29 april 1996) is een Belgisch wielrenner.

## Levensloop
Bij de nieuwelingen en junioren was Goossens vooral actief als veldrijder bij de jongerenploeg van Telenet Fidea, na eerst twee jaar zonder ploeg te rijden. In 2013 won hij de Duinencross bij de junioren, en dat seizoen 2013/2014 werd hij derde in de wereldbeker voor junioren. Hij promoveerde naar de eliteploeg in 2015 en 2016 en reed in 2017 voor Marlux-Napoleon Games. In 2018 maakt Goossens de overstap naar de opleidingsploeg van Lotto Soudal. Dat jaar werd hij tweede in het klassement van de Ronde van de Jura. Een jaar later won hij de eerste etappe en het algemeen klassement van deze wedstrijd. 
In 2020 werd hij prof bij Lotto Soudal. Dat jaar maakte hij zijn debuut in een grote ronde, namelijk de Ronde van Spanje. Goossens kon in de bergritten lang stand houden in de groep der favorieten. Hij werd 24ste in het eindklassement en zo ook de beste Belg in het klassement. Eveneens in 2020 maakte hij deel uit van de Belgische delegatie voor de Olympische testrit te Tokio en in 2021 won hij het bergklassement in de Ronde van Romandië.
Anno 2022 rijdt hij voor Intermarché-Wanty-Gobert Matériaux. Hij is afkomstig uit Baal.

## Palmares

### Wegwielrennen
2018
Jongerenklassement Ronde van de Jura
2019
Bergklassement Circuit des Ardennes
1e etappe Ronde van de Jura
Eindklassement Ronde van de Jura
2021
Bergklassement Ronde van Romandië
2023
Trofeo Andratx - Mirador D'es Colomer
Trofeo Serra de Tramuntana

#### Resultaten in voornaamste wedstrijden
| Jaar | Ronde van Italië | Ronde van Frankrijk | Ronde van Spanje |
| ---- | ---------------- | ------------------- | ---------------- |
| 2020 |                  |                     | 24e              |
| 2021 | opgave           |                     |                  |
| 2022 |                  | 47e                 |                  |
| 2023 |                  |                     | opgave           |
| 2024 |                  | 69e                 | opgave           |

| Jaar | Luik-Bast.‑Luik | Ronde van Lombardije | Waalse Pijl | Clásica San Sebastián |
| ---- | --------------- | -------------------- | ----------- | --------------------- |
| 2020 | opgave          | 71e                  | 63e         |                       |
| 2021 |                 |                      |             | 42e                   |
| 2022 |                 |                      |             |                       |
| 2023 | 27e             |                      | 25e         |                       |
| 2024 |                 |                      |             |                       |

### Veldrijden
| Categorie | Seizoen   | Wereldbeker               | Superprestige | Bpost bank trofee | WK | EK | BK | Overige                                            | Totaal aantal zeges |
| --------- | --------- | ------------------------- | ------------- | ----------------- | -- | -- | -- | -------------------------------------------------- | ------------------- |
| Junioren  | 2012-2013 |                           |               |                   |    | 7e |    | Kleicross                                          | 1                   |
| Junioren  | 2013-2014 | Duinencross 3e Klassement |               |                   | 5e | 5e |    | Scheldecross Vlaamse Industrieprijs Bosduin Lierop | 4                   |
| Junioren  | Totaal    | 1                         | 0             | 0                 | 0  | 0  | 0  | 4                                                  | 5                   |

## Ploegen
- 2010 – Geen ploeg
- 2011 – Geen ploeg
- 2012 –  Young Telenet Fidea
- 2013 –  Young Telenet Fidea
- 2014 –  Young Telenet Fidea
- 2015 –  Telenet-Fidea Lions
- 2016 –  Telenet-Fidea Lions
- 2017 –  Marlux-Napoleon Games
- 2018 –  Lotto Soudal U23
- 2019 –  Lotto Soudal U23
- 2020 –  Lotto Soudal
- 2021 –  Lotto Soudal
- 2022 –  Intermarché-Wanty-Gobert Matériaux
- 2023 –  Intermarché-Circus-Wanty
- 2024 –  Intermarché-Wanty
- 2025 –  Intermarché-Wanty

Armée · Cras · De Buyst · De Gendt · Degenkolb · Dewulf · Dibben · Ewan · Frison · Gilbert · Goossens · Hagen · Hansen · Holmes · Iversen · Kluge · Maes · Marczyński · Mertz · Oldani · Thijssen · Van der Sande · Van Goethem · Van Moer · Vanhoucke · Vermeersch (vanaf 1 juni) · Wallays · Wellens
Conca · Cras · De Buyst · De Gendt · Degenkolb · Ewan · Frison · Gilbert · Goossens · Grignard · Holmes · Kluge · Kron · Małecki · Marczyński · Moniquet · Oldani · Sweeny · Thijssen · Van der Sande · Van Gils · Van Moer · Vanhoucke · Vermeersch · Verschaeve · Vervloesem · Wellens
Bakelants · Bystrøm · Claeys · De Gendt · Delacroix · Devriendt · Girmay · Goossens · Hermans · Hirt · Huys · Johansen · Kristoff · Meintjes · Page · Pasqualon · Peák · Petilli · Petit · Planckaert ·  Pozzovivo(vanaf 14/2) · Rota · Taaramäe · Thijssen · van der Hoorn · van Kessel · Van Melsen · van Poppel · Vliegen · Zimmermann · De Pooter (stagiair) · Mihkels (stagiair)
Bonifazio · Bystrøm · Calmejane · Costa · De Gendt · De Pooter · Girmay · Goossens · Herregodts · Huys · Johansen · Marit · Meintjes · Mihkels · Page · Paquot · Petilli · Petit · Planckaert · Rex · Rota · Smith · Taaramäe · Teunissen · Thijssen · van der Hoorn · van Poppel · Vliegen · Zimmermann
Braet · Busatto · Calmejane · Colleoni · De Pooter · Faure Prost · Girmay · Goossens · Herregodts · Kuypers(vanaf 4/4) · Marit · Meintjes · Mihkels · Page · Paquot · Petilli · Petit · Planckaert · Rex · Rota · Smith · Taaramäe · Teunissen · Thijssen · van der Hoorn · Van Hoecke · van Poppel · van Sintmaartensdijk · Zimmermann · Dolven(stagiair)